# Anvers metróállomás
Az Anvers egy metróállomás Franciaországban, Párizsban a párizsi metró 2-es metróvonalán. Tulajdonosa és üzemeltetője a RATP.

## Metróvonalak
Az állomást az alábbi metróvonalak érintik:
- 2-es metróvonal

## Kapcsolódó állomások
A metróállomáshoz az alábbi állomások vannak a legközelebb:
- Pigalle (Porte Dauphine, 2-es metróvonal)
- Barbès – Rochechouart (Nation, 2-es metróvonal)